# Polypodium
Polypodium este un gen care cuprinde 75-100 de specii de plante din familia Polypodiaceae.
Specii
- Polypodium amorphum Suksdorf
- Polypodium appalachianum Haufler & Windham
- Polypodium asterolepis Baker
- Polypodium californicum Kaulf.
- Polypodium calirhiza S.A.Whitmore & A.R.Smith
- Polypodium cambricum L. (syn. P. australe Fée)
- Polypodium excavatum Roxb.
- Polypodium feei (Bory) Mett.
- Polypodium furfuraceum Schltdl. & Cham.
- Polypodium glycyrrhiza D.C.Eaton
- Polypodium hesperium Maxon
- Polypodium interjectum Shivas
- Polypodium lepidopteris (Langsd. & Fisch.) Kunze
- Polypodium macaronesicum Bobrov
- Polypodium nigrescens Blume
- Polypodium phymatodes L.
- Polypodium pycnocarpum C. Chr.
- Polypodium saximontanum Windham
- Polypodium scouleri Hooker & Greville
- Polypodium sibiricum Sipliv.
- Polypodium triseriale Swartz
- Polypodium virginianum L.
- Polypodium vulgare L. (Common Polypody)

## Legături externe
- „Polypodium” în Dicționar dendrofloricol la DEX online